# Hans Hart (Physiker)

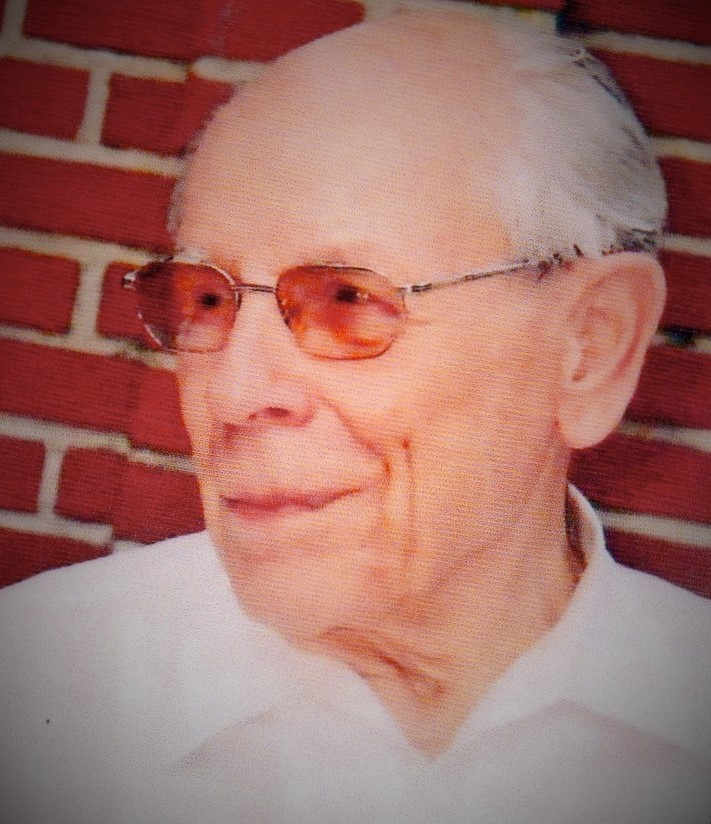
Hans Hart (2014)

Hans Hart (* 7. März 1923 in Brieg; † 14. Dezember 2016 in Berlin) war ein deutscher Physiker und Professor für Messtechnik sowie Mitbegründer der Ausbildung von Diplom-Ingenieuren für Betriebsmesstechnik in Deutschland.

## Werdegang
Hans Hart wurde 1923 in Brieg, heute Brzeg, in Niederschlesien als erstes von drei Kindern geboren, sein Vater war Briefträger. Von 1929 bis 1936 besuchte er die Volksschule und danach die Oberschule in Aufbauform.
Nach dem Abitur Ende 1940 wurde er zunächst zum Reichsarbeitsdienst und direkt anschließend ab 1941 zur Wehrmacht eingezogen. Er war an der Ostfront eingesetzt und gelangte zum Kriegsende 1945 in sowjetische Kriegsgefangenschaft. Nach seiner Entlassung im Sommer 1949 wohnte er in Zitz, Kreis Jerichow (Mecklenburg-Vorpommern) und musste sich zunächst einem längeren Krankenhausaufenthalt unterziehen. In dieser Zeit verdiente er seinen Lebensunterhalt u. a. mit der Übersetzung russischer Fachliteratur ins Deutsche (R. W. Iljin: Die Natur der Adsorptionskräfte. Deutscher Verlag der Wissenschaften Berlin 1954). Ab Herbst 1950 studierte er Physik an der Brandenburgischen Landeshochschule in Potsdam (später Pädagogische Hochschule PHP und heute Universität Potsdam), und er absolvierte hier Ende 1954 sein Studium als Diplomphysiker mit dem Prädikat „Mit Auszeichnung“.

## Berufseinstieg als Physiker in der Lehre und Forschung
Seinem Studium folgte eine wissenschaftliche Tätigkeit in der Lehre und Forschung als Assistent und Wissenschaftlicher Mitarbeiter in der Physik der Pädagogischen Hochschule Potsdam bis zum Jahresende 1961. Bereits im Dezember 1958 promovierte er an der Fakultät für Stoffwirtschaft der TH für Chemie Leuna-Merseburg zum Dr. rer. nat.
Seit 1962 arbeitete er in einer Forschungsstelle der Deutschen Akademie der Wissenschaften (DAW) in Berlin. Hier befasste er sich hauptsächlich mit Problemen der Messtechnik. Sein Forschungsschwerpunkt war speziell die Messtechnik mit Kernstrahlung.

## Wirken in der Hochschulausbildung und Wissenschaft
Zum Herbstsemester 1964 bekam er einem Ruf als Hochschullehrer an die Technische Hochschule Leuna-Merseburg, und er übernahm als Hochschuldozent das Fach „Messtechnik“ an dem neu gegründeten Institut für Automatisierung chemischer Prozesse (Leiter: Georg C. Brack). Die Habilitation erlangte er hier Mitte 1966. Seine nachfolgende Berufung als Parteiloser zum Professor mit Lehrauftrag für das Fach Messtechnik an die gleiche Technische Hochschule „Carl Schorlemmer“ Leuna-Merseburg war nur möglich, weil kein Mitbewerber mit annähernd gleicher fachlicher Kompetenz aus den Reihen der SED verfügbar war.
Hier kooperierte er von der Anwendungsseite seiner Forschungen her insbesondere auch mit dem Institut für Verfahrenstechnik. In seiner Funktion als Prodekan für Forschung war er auch für den Studentenaustausch mit Hochschulen im sozialistischen Ausland verantwortlich (Leningrad, Bratislava, Warschau, Veszprém).
Aus gesundheitlichen Gründen ließ er sich zum Herbstsemester 1969 an die Humboldt-Universität zu Berlin (HUB) umberufen. Hier hatte er an der neu gegründeten Sektion Elektronik den Lehrstuhl für Mess- und Prüftechnik inne. Der tangierende Lehrstuhl für Regelungstechnik wurde gleichzeitig mit Wolfgang Weller besetzt. Dieser kam aus der Industrie vom Institut für Regelungstechnik Berlin, war ein Schüler von Heinrich Kindler in Dresden und hatte enge Fachkontakte zum Institut für Regelungs- und Steuerungstechnik Dresden der DAW. Mit dieser starken Mess- und Regelungskomponente der neuen Sektion Elektronik wurde zugleich einer Forderung von Hermann Schmidt aus den 1940er Jahren entsprochen, der in einer Denkschrift die Gründung eines Instituts für Regelungstechnik in Berlin angeregt hatte, zu der es jedoch damals nicht kam, lediglich wurde Schmidt 1944 auf den ersten Lehrstuhl für Regelungstechnik in Deutschland berufen.
Die weiteren Forschungs- und Entwicklungsarbeiten von Hans Hart bezogen sich auf die Sensortechnik. Speziell erfolgten Forschungen zu Messsystemen, zur Informations- und Messwertübertragung und zur Sensorik sowie zu Anwendungen in der Praxis.
Hart entwickelte zusätzlich zu seiner umfangreichen Tätigkeit in Lehre und Forschung eine rege Publikationstätigkeit. So stammte z. B. über ein Jahrzehnt lang mehr als die Hälfte aller Publikationen pro Jahr aus der Sektion Elektronik von ihm. Insgesamt hat er über 150 wissenschaftliche Veröffentlichungen hervorgebracht, darunter mehr als 15 Fachbücher und Handbücher mit mehreren Auflagen sowie mit Übersetzungen in mehrere Sprachen. Sein Lehrbuch „Einführung in die Messtechnik“ erschien auch als Lizenzausgabe beim Verlag Vieweg in Braunschweig mit zwei Auflagen. Durch seine Publikationen in der Bundesrepublik und in Großbritannien sowie durch seine zahlreichen Kontakte mit Fachkollegen im westlichen Ausland, speziell in der Bundesrepublik während der deutschen Teilung, wurde er in Fachkreisen gut bekannt und beleumundet, trotzdem wurden ihm als stets parteilosem Hochschullehrer seit 1970 keine Auslandsreisen in den Westen mehr genehmigt.
Hart hielt Vorträge sowie Fachlehrgänge im Rahmen der Kammer der Technik (KDT) sowie der Urania ab.
Hart arbeitete in Fachausschüssen der Wissenschaftlich-technischen Gesellschaft Mess- und Automatisierungstechnik (WGMA) in der Kammer der Technik Berlin. In dieser Eigenschaft wirkte er zugleich in der International Measurement Confederation (IMEKO), Member of Credentials and Membership Committee.
Insgesamt hat Hans Hart der 1968 gegründeten Sektion Elektronik der HUB durch seine grundlegenden Publikationen und seine ausdrückliche Anwendungsorientierung viel Anerkennung im In- und Ausland verschafft. Er hat mit seinem Lehrstuhl für alle Hauptkomponenten der von ihm vertretenen Mess- und Prüftechnik auch zahlreiche Doktoranden betreut. Zum fachlichen Ansehen hat nicht zuletzt das Wirken von Hart als Initiator von nationalen und internationalen Fachtagungen im In- und Ausland beigetragen. Hart hat über 50 Vorträge auf wissenschaftlichen Konferenzen im In- und Ausland gehalten.
Hart war Mitglied des Sektionsrates der Sektion Elektronik an der HUB und als Fachgutachter tätig. Er gehörte zu den Experten der Messtechnik sowie zu den Wegbereitern der Ausbildung von entsprechenden Diplom-Ingenieuren in Deutschland.
Die Emeritierung von Hart erfolgte im Jahre 1986. Wie er den Fall der Berliner Mauer erlebte, ist durch den Zeitzeugen Werner Richter, mit dem er fachlich eng verbunden war, sinngemäß folgendermaßen überliefert: „Mit Hans Hart hatte ich ein gemeinsames Erlebnis: am Tag des Mauerfalls waren wir beide in Karl-Marx-Stadt als Gutachter für eine Promotion B (Habilitation eines Mitarbeiters von Eugen-Georg Woschni). Übernachtet wurde damals im Studentenwohnheim. Am Morgen zum Frühstück sagte Hart zu mir: Haben Sie schon gehört, die Mauer ist gefallen? Meine Reaktion: Herr Hart, Sie haben schon bessere Witze gemacht !!!“ Dies drückt wohl mehr als deutlich das Unfassbare und total Überraschende dieses historischen Ereignisses aus, das Hart ebenso wie die nachfolgende deutsche Wiedervereinigung allseits begrüßte.

## Privates
Hart war seit 1951 mit Brigitte Hart, geb. Kaczmarek verheiratet, die als Fotografin tätig war. Das Ehepaar hat zwei ebenfalls verheiratete Kinder sowie vier Enkel.
In seiner Freizeit sammelte Hart Bieretiketten.

## Ehrungen
- 1981 Barkhausen-Ehrenmedaille der Akademie der Wissenschaften der DDR
- 1982 Verdienstmedaille der DDR
- 1986 Ehrennadel der DDR-Kammer der Technik in Gold
- 1988 DDR-Orden Banner der Arbeit (Stufe I).

## Veröffentlichungen (Auswahl)
- Patente, angemeldet im In- und Ausland und von der Industrie genutzt.
- Zur Definition der "Streukraft" galvanischer Bäder. Dissertation. TH für Chemie Leuna-Merseburg, Fakultät für Stoffwirtschaft 1958.
- Isotope im Dienst des wissenschaftlich-technischen Fortschritts. Hrsg. vom Amt für Kernforschung und Kerntechnik der Regierung der DDR. Zusammenstellung und wissenschaftliche Redaktion. Verlag Technik, Berlin 1959.
- Radioaktive Isotope in der Dickenmessung. Verlag Technik, Berlin, 1. Auflage (mit Karstens). Radioaktive Isotope in der Betriebsmesstechnik. Verlag Technik, Berlin, 2. Auflage 1962. Übersetzung ins Polnische: Panstowe Wydawnictwa Techniczne, Warszawa 1960.
- Radioaktive Isotope in der Betriebsmesstechnik. Verlag Technik, Berlin 1964 (mit diversen Mitautoren). Übersetzung ins Ungarische: Müszaki Könyvkiado, Budapest 1965.
- Die kontinuierliche Flüssigkeitsdichtemessung mit Hilfe von Kernstrahlung. Habilitationsschrift. TH für Chemie Leuna-Merseburg, Fakultät für Verfahrenstechnik und Grundlagenwissenschaften 1966.
- Kontinuierliche Flüssigkeitsdichtemessung – Grundbegriffe der Betriebsmesstechnik, dargestellt am Beispiel der Messgröße Dichte. Verlag Technik, Berlin und Vieweg Verlag, Braunschweig 1969, Reihe Automatisierungstechnik, Bd. 76.
- Flüssigkeitsdichtemessung mit Hilfe von Kernstrahlung. Teubner Verlag, Leipzig 1972. Übersetzung ins Russische: Atomisdat, Moskau 1975.
- Taschenbuch Betriebsmesstechnik. Verlag Technik, Berlin 1974, 2. Auflage 1982 (hrsg. mit Klaus Götte und Gerhard Jeschke).
- Einführung in die Messtechnik. Verlag Technik, Berlin und Vieweg Verlag, Braunschweig 1978, 2. Auflage 1979, 3. Auflage 1980, 4. Auflage 1987, 5. Auflage 1989, ISBN 3-341-00672-9. Übersetzung ins Russische: Izdatelstwo Mir, Moskau 1999 und Übersetzung ins Bulgarische: Drshawno Izdatelstwo Technika, Sofia 1982.
- Messgenauigkeit. Verlag Technik, Berlin 1987, 2. Auflage 1989, ISBN 3-341-00073-9. Oldenbourg Verlag, München; Wien, 3. Auflage 1997, ISBN 3-486-22774-2 (mit Werner Lotze und Eugen-Georg Woschni).